# 整閉整域
可換環論において、整閉整域（せいへいせいいき、英: Integrally closed domain）とは、商体の中で整閉な整域のことである。すなわち、整域 A の商体 K の元 x がモニックな多項式関係 {\displaystyle x^{n}+a_{n-1}x^{n-1}+\cdots +a_{0}=0\;(a_{i}\in A)} を満たせば x ∈ A が導かれるとき、A を整閉整域という。
可換環 ⊃ 整域 ⊃ 整閉整域 ⊃ 一意分解環 ⊃ 単項イデアル整域 ⊃ ユークリッド環 ⊃ 体 ⊃ 有限体

## 例
- 一意分解整域 (UFD) は整閉整域である。特に、単項イデアル整域や UFD 上の多項式環も整閉整域である。
- デデキント整域は整閉整域である。
- 整閉整域でない例として、体 k 上の多項式環 k [t] の部分整域 k [t2, t3] がある。これは k [X, Y]/(Y2 − X3) と同型であり、平面代数曲線 Y2 = X3 の原点における特異性が、整閉でないことと関係している。

## 性質
整域 A について次は同値：
- A は整閉
- 任意の素イデアルによる局所化は整閉
- 任意の極大イデアルによる局所化は整閉

## 正規環
任意の素イデアルによる局所化が整閉整域であるような環を正規環 (normal ring) と呼ぶ著者もいる（例えば、セール、グロタンディーク、松村）。